# Memélia
Maria Amélia de Carvalho Cesário Alvim, também conhecida como Memélia ou pelo nome de casada Maria Amélia Alvim Buarque de Hollanda (Rio de Janeiro, 25 de janeiro de 1910 – Rio de Janeiro, 4 de maio de 2010), foi uma intelectual, política, pintora e pianista brasileira.

## Biografia
Filha de Francisco Cesário de Faria Alvim (1880-1946) e de Dona Maria do Carmo Carvalho (1888-1976), era neta de Cesário Alvim, esposa de Sérgio Buarque de Hollanda, com quem se casou em 1936, e mãe de sete filhos: Heloísa Maria Buarque de Hollanda (Miúcha), Sergio Buarque de Hollanda Filho, Alvaro Augusto Buarque de Hollanda, Francisco Buarque de Hollanda (Chico Buarque), Maria do Carmo Buarque de Hollanda (Piií), Anna Maria Buarque de Hollanda (Ana de Hollanda) e Maria Christina Buarque de Hollanda (Cristina Buarque).
Maria Amélia era chamada entre seus familiares por Memélia, apelido recebido de sua neta Bebel Gilberto, filha de Miúcha com João Gilberto.
Ela foi uma das fundadoras do Partido dos Trabalhadores.
Maria Amélia também foi colaboradora intelectual de parte da obra de Sérgio Buarque de Hollanda, de acordo com depoimento do sociólogo Antonio Candido no filme Raízes do Brasil: uma cinebiografia de Sérgio Buarque de Hollanda.
Em seu aniversário de 100 anos, ocorrido em 2010, estiveram presentes personalidades como Oscar Niemeyer, Antonio Candido, Frei Betto, Affonso Arinos de Mello Franco e o então presidente Lula.

## Morte
Morreu em seu apartamento, em Copacabana, enquanto dormia, em 4 de maio de 2010, menos de quatro meses após completar 100 anos.